# Пакистанска народна странка
Пакистанска народна странка (Урду: پاکستان پیپلز پارٹی) је пакистанска политичка странка левог центра која је чланица Социјалистичкој интернационали. Њен вођа је, до атентата, била Беназир Буто. Постоји такође и организација Парламентарци Пакистанске народне странке коју је 2002. године Пакистанска народна странка основала у сврху прилагођавања тадашњим изборним законима.
Странку је 30. новембра 1967. основао Зулфикар Али Буто, који је после постао њен први председник. Заклетва странке је: „ислам је наша вјера; демократија је наша политика; социјализам је наша економија; сва власт народу.“"
Пакистанска народна странка је знатно либералнија од осталих странака у Пакистану и често се борила за права жена као и права сиромашних, мањина и потлачених.
Иако јој је главно упориште јужна провинција Синд, има значајну подршку и у густо насељеној провинцији Пенџаб.